# José Filipe Rosário Nunes
José Filipe Rosário Nunes (Portimão, Algarve, 23 de Abril de 1925 - Portimão, 14 de Abril de 2013) foi um engenheiro agrónomo e professor português.

## Biografia

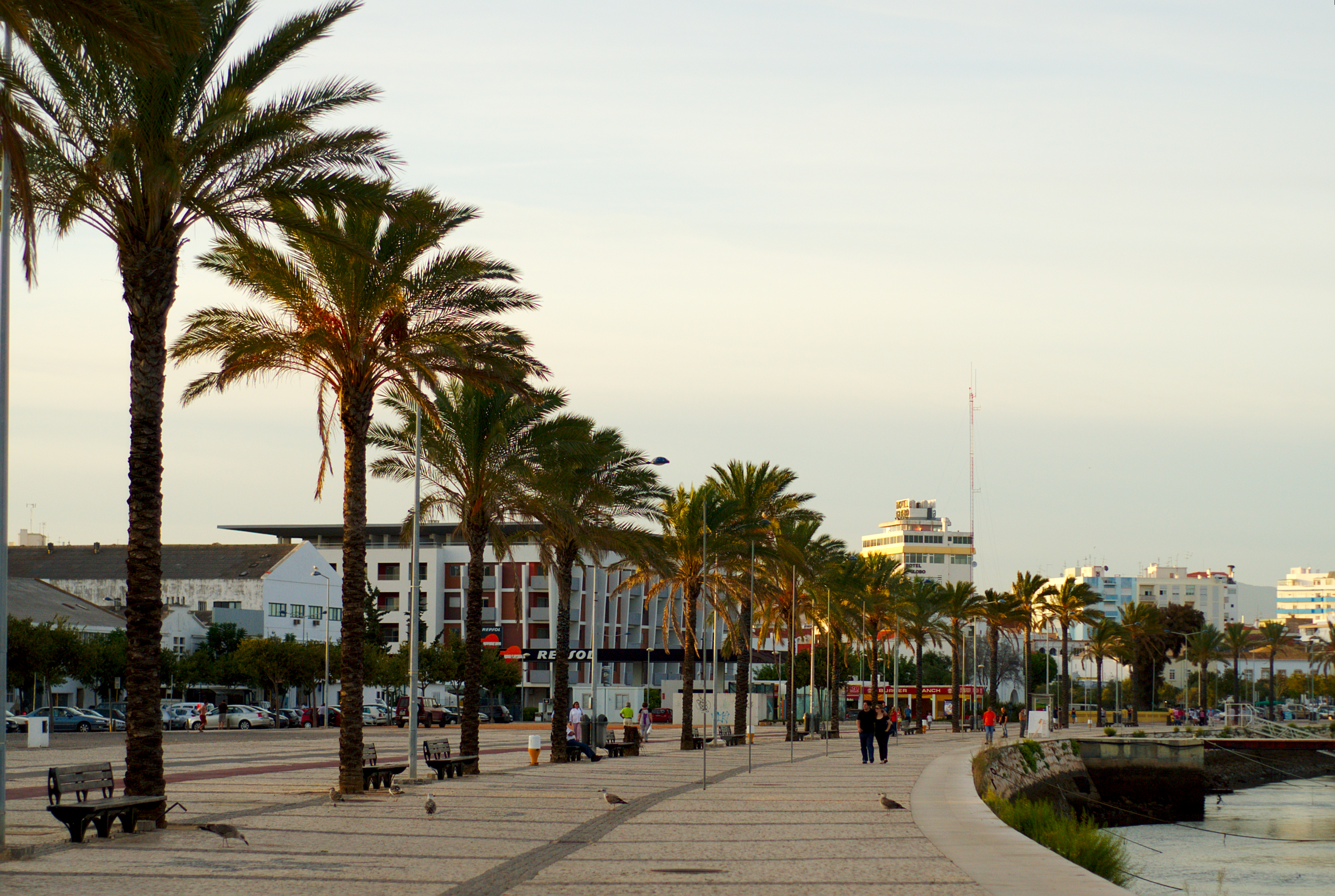
Cidade de Portimão.

### Nascimento e formação
José Filipe Rosário Nunes nasceu na cidade de Portimão, no Algarve, em 23 de Abril de 1925, filho de uma abastada família de agricultores. Era irmão da conhecida médica Maria Eugénia (1923 - 1978).
Estudou em Portimão, e depois frequentou o Instituto Superior de Agronomia, em Lisboa, onde se licenciou em agronomia em 1949.

### Carreira profissional
José Filipe Rosário Nunes trabalhou como funcionário na Direcção Geral dos Serviços Agrícolas do Ministério da Economia, e esteve integrado na Junta de Investigação do Ultramar e depois no Instituto de Investigação Científica e Tropical. Também ocupou a posição de chefe de brigada nos Estudos Apícolas do Ultramar, e passou por Angola, Moçambique e pelo arquipélago de São Tomé e Príncipe, antes e depois da Revolução de 25 de Abril de 1974. Foi louvado em 1961 pelo governador do Moxico. Também esteve no Brasil em 1978, tendo sido louvado pelo secretário de estado do Ensino Superior daquele país.
Estudou principalmente a importância das abelhas africanas e europeias no processo de polinização, tendo sido responsável pela criação do cortiço melhorado, que combinava as características do cortiço indígena e da colmeia móvel, melhorando consideravelmente a produção apícola. Investigou também a indústria apícola no Brasil, tendo descoberto que as abelhas nativas não eram capazes de fabricar mel, pelo que a produção naquele país só se tinha iniciado após a importação de abelhas, em meados do Século XIX.
Também foi o primeiro gerente do Grémio da Lavoura de Monchique.
Como professor, ensinou vários cursos de silvicultura nos Estudos Gerais de Angola, e na Década de 1980 deu aulas de apicultura na Universidade de Évora.
Também se dedicou à pesca desportiva, e às artes da fotografia e filmagem. Apresentou um filme sobre apicultura no XXIV Congresso Internacional de Apicultura, realizado em 1973 na cidade de Buenos Aires, tendo sido premiado com uma medalha de ouro.

### Falecimento e família
José Filipe Rosário Nunes faleceu na cidade de Portimão em 14 de Abril de 2013. Estava casado desde 1952 com Ana Maria Mira, com quem teve duas filhas e um filho.

## Obras publicadas
- Investigação e fomento em apicultura: o caso de Angola (1968) (Simpósio no Pavilhão da Feira Internacional de Lisboa em  1967)
- Investigação e fomento em apicultura: o caso de comunicações (1968)
- Apicultura: uma actividade nova em São Tomé e Príncipe (Palestra do Rádio Clube de São Tomé e Príncipe em 1968)
- I Curso intensivo de Apicultura de S. Tomé: promovido pela Estação Agrária e Florestal da B. F. A. P.. Resumo das lições (1970)
- In memoriam Armando Jacques Favre Castel-Branco (1909-1977)
- Investigação e fomento apícola na Lunda (Angola - 1972)
- Curso de iniciação apícola do Chimoio: resumo das lições: com a colaboração da Brigada Técnica do Revuè
- Curso de iniciação apícola: resumo das lições do I curso realizado na Guiné portuguesa